# حسن الخلصي
حسن الخلصي واسمه بالكامل "حسن بن عبد الرحمان الخلصي"، ممثل تونسي ولد يوم 8 سبتمبر 1931 بتونس (في حي باب سويقة) وتوفي بها يوم 9 أفريل 2007. بدأ مسيرته الفنية في المسرح مع حمادي الجزيري وحمودة معالي ثم أصبح تدريجيا أحد نجوم الإذاعة التونسية في عقود 1950 و1960 و1970. كما زادت شهرته بعد تأسيس التلفزة التونسية سنة 1966. من الأعمال التلفزيونية التي شارك فيها "احتمالات" و"حليمة و"رسالة حب" و"منامة عروسية" و"أمواج" و"حسابات وعقابات". من الأفلام التي شارك فيها "خريف 86" لرشيد فرشيو و"الهائمون" لناصر خمير و"الرديف 52" لعلي العبيدي. حصل على عدة جوائز من بينها الجائزة الأولى للتمثيل في مهرجان الإذاعة والتلفزيون بالقاهرة عن مسلسل "وردة". نال سنة 2003 وسام الاستحقاق الثقافي في إطار احتفال تونس بيوم الثقافة.